# Абдул-Муслимов, Мусан Юсупович
Муса́н Юсу́пович Абду́л-Мусли́мов (3 февраля 1955, Караганда — 11 марта 2014, Караганда) — советский борец вольного стиля, чемпион и призёр чемпионатов СССР, чемпион Европы, обладатель Кубка мира, победитель многих всесоюзных и международных турниров, Мастер спорта СССР международного класса (1973).

## Биография
С 1968 года начал заниматься в секции вольной борьбы у тренера Феликса Григорьевича Премильского. В 1983 году оставил большой спорт.
В 1977 году окончил факультет физического воспитания Карагандинского педагогического института. В 1982 году окончил Карагандинский государственный университет по специальности юрист.
Работал тренером в Школе высшего спортивного мастерства города Караганды и в ДСШ «Даулет». Часто выступал судьёй на соревнованиях разного уровня. В 2007 году М. Ю. Абдул-Муслимову было присвоено звание «Заслуженный деятель спорта Республики Казахстан». Похоронен в Чеченской Республике.

## Спортивные результаты
- В 1972 году выполнил норматив мастера спорта, в 1973 — мастера спорта международного класса.
- 1972 — победитель первенства СССР пр вольной борьбе среди юношей в городе Донецке.
- 1972 — победитель Международного турнира дружбы, г. София.
- 1973 — победитель Всесоюзных игр молодёжи СССР, г. Алма-Ата.
- 1973 — чемпион мира среди юниоров, г. Майами (США).
- 1974 — победитель Первенства СССР среди юниоров, г. Караганда.
- 1974 — чемпион Европы среди юниоров, г. Хапаранда (Швеция).
- Кубок мира по борьбе 1978 — ;
- Чемпионат СССР по вольной борьбе 1976 — ;
- Чемпионат СССР по вольной борьбе 1977 — ;
- Чемпионат СССР по вольной борьбе 1979 — ;
- Чемпионат Европы по борьбе 1979 — .
- 2003 — победитель чемпионата мира среди ветеранов по вольной борьбе в Будапеште (Венгрия).

Также был победителем и призёром многих международных турниров.